# Unió Provincial Agrària
La Unió Provincial Agrària (UPA) va ser una federació de sindicats agrícoles de les terres de Lleida, creada entre febrer i març de 1932 i controlada pel Bloc Obrer i Camperol. Constituïa, amb l'Acció Social Agrària de Girona, la base de l'organització pagesa del BOC, i era el nucli fonamental de la força d'aquell partit a les comarques lleidatanes, especialment a la Noguera, el Segrià, les Garrigues i l'Urgell. La Unió Provincial Agrària era un sindicat important que reunia arrendataris, mitgers i petits propietaris i, tot i no estar-hi lligat orgànicament, el BOC hi influïa en tots els nivells.
La Unió Provincial Agrària creixé ràpidament; l'octubre de 1932, mig any després de la seva creació, ja reunia 600 afiliats i l'agost de 1933 assolí els 8.000 afiliats amb 20 sindicats, estructurats en comitès locals i comarcals. El juny de 1936 era present en 62 pobles.
A l'estiu del 1933 dirigí i protagonitzà l'agitació agrària a la zona del canal d'Urgell, enfrontant-se a les autoritats de l'Esquerra; l'any següent, s'adherí a l'Aliança Obrera. El 1936, amb altres organitzacions de menor entitat, ingressà amb el sindicat rabassaire, i s'integrà en el Partit Obrer d'Unificació Marxista (POUM). Publicà un butlletí periòdic i, des del juny del 1936, la revista Unió Agrària. En foren dirigents Sebastià Garsaball i Santiago Palacín, entre d'altres. A finals de 1936, amb l'adhesió de la Unió Provincial Agrària de Lleida, la Unió de Rabassaires i Altres Cultivadors del Camp de Catalunya es va convertir en el pal de paller del sindicalisme agrari (localitats amb sindicats de la UR).